# 林鹳
林鹳（學名：Mycteria americana），又名黑头鹮鹳，是美洲的一种大型鹳科涉禽，可以从它们的长腿、缺少羽毛的头部以及长喙辨认。他们过去被叫做林鹮（Wood Ibis），其实他们并不真正属于鹮科。

## 特征
成年鹳一般高85-115厘米，而翼展可达150-180厘米。雄性重达2.5–3.3千克，雌性一般为2.0–2.8千克。最大的林鹳达到4.5千克。

## 习性
林鹳是群居的鸟类，一般食淡水中的鲦鱼，它们会把喙插在水中，等待水中的猎物。啄食的过程，只需要25毫秒。这在脊椎动物中是少有匹敌的。

## 演變
這個物種可能是在熱帶地區進化的，其在美國出現的時間可以追溯到末次冰期。在巴西南里奧格蘭德州發現的化石碎片可能已有了現存物種的特徵，其最可能的時期是晚更新世，而北美的化石則可能出自第四紀滅絕事件發生的年代。她們可能是姐妹種，並在更新世末期同時存在於古巴。

## 外部連結
- Wood Stork Species Account （页面存档备份，存于） – Cornell Lab of Ornithology
- Wood stork - Mycteria americana - USGS Patuxent Bird Identification InfoCenter